# إبوني هوفمان
إبوني هوفمان (بالإنجليزية: Ebony Hoffman)‏ مواليد 27 أغسطس 1982 في لوس أنجلوس، هي لاعبة كرة سلة أمريكية. بدأت مسيرتها الاحترافية في سنة 2004. تم اختيارها من قبل فريق إنديانا فيفر خلال الدرافت.

## المسيرة الاحترافية
لعبت مع إنديانا فيفر من سنة 2004 إلى 2010، ثم لعبت مع لوس أنجلوس سباركس من سنة 2011 إلى 2013، ثم لعبت مع كونيتيكت صن في سنة 2014.

## روابط خارجية
- إبوني هوفمان على موقع IMDb (الإنجليزية)
- إبوني هوفمان على موقع الاتحاد الدولي لكرة السلة (الإنجليزية)
- إبوني هوفمان على موقع الاتحاد الوطني لكرة السلة النسائية (الإنجليزية)
- إبوني هوفمان على موقع كرة السلة الأوروبية.كوم (الإنجليزية)
- إبوني هوفمان على موقع كلية كرة السلة في سبورتس رفرنس.كوم (الإنجليزية)
- إبوني هوفمان على موقع بروبوليرز (الإنجليزية)
- إبوني هوفمان على موقع سبورتس رفرنس (الإنجليزية)
- إبوني هوفمان على موقع سبورتس رفرنس (الإنجليزية)